# Zonnewijzer van Paleis Soestdijk
De Zonnewijzer van Paleis Soestdijk is een zonnewijzer in de tuin van Paleis Soestdijk achter de Baarnse vleugel van het paleis in Baarn.
De equatoriale zonnewijzer is gemaakt van smeedijzer en staat op een hardstenen voetstuk in Lodewijk XIV-stijl. De zonnewijzer is een rijksmonument. Op de achtermuur van het paleis en in de achterzijde van de tuin bevindt zich eveneens een zonnewijzer.

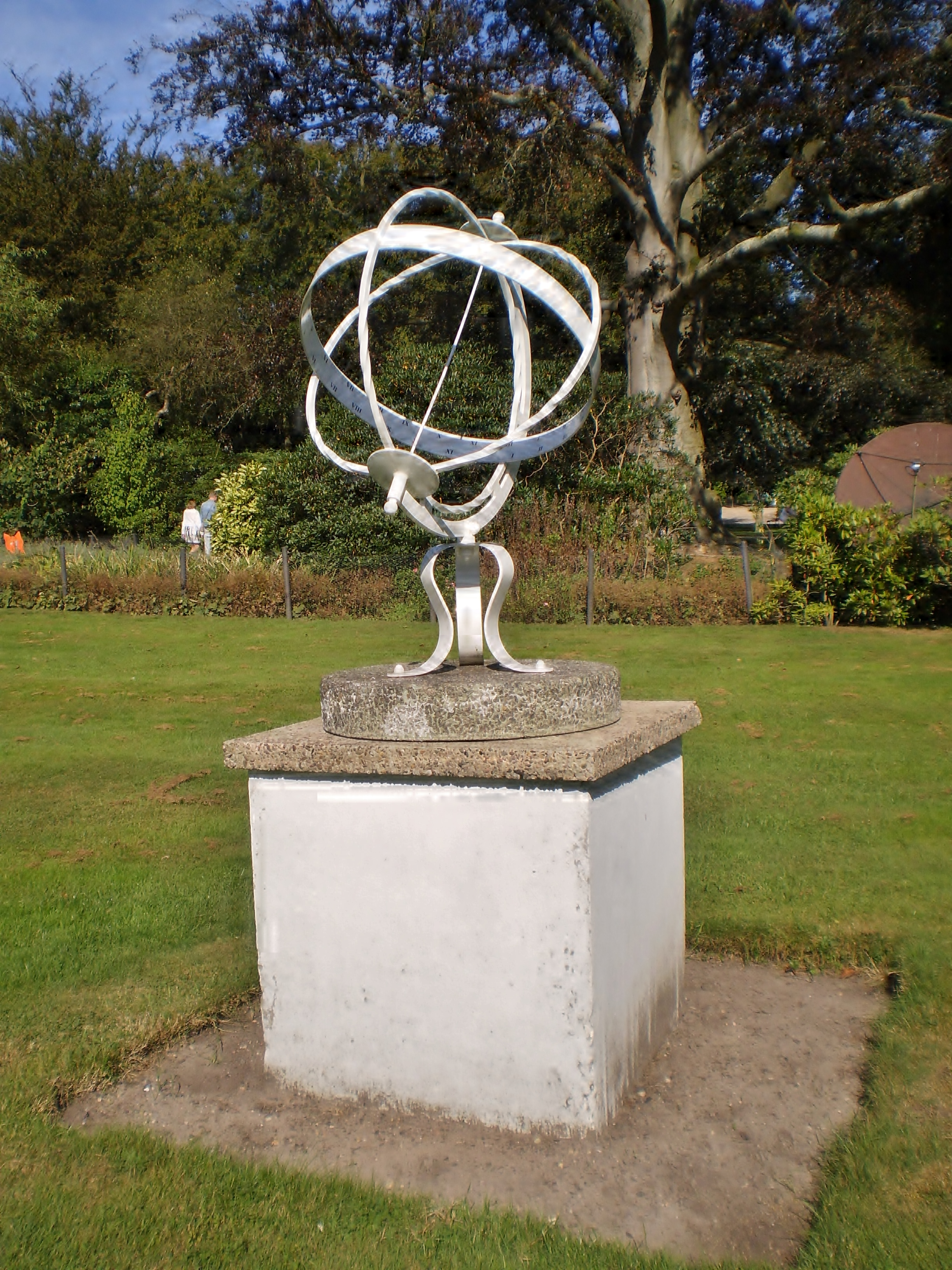
Een zonnewijzer aan de achterzijde van Paleis Soestdijk
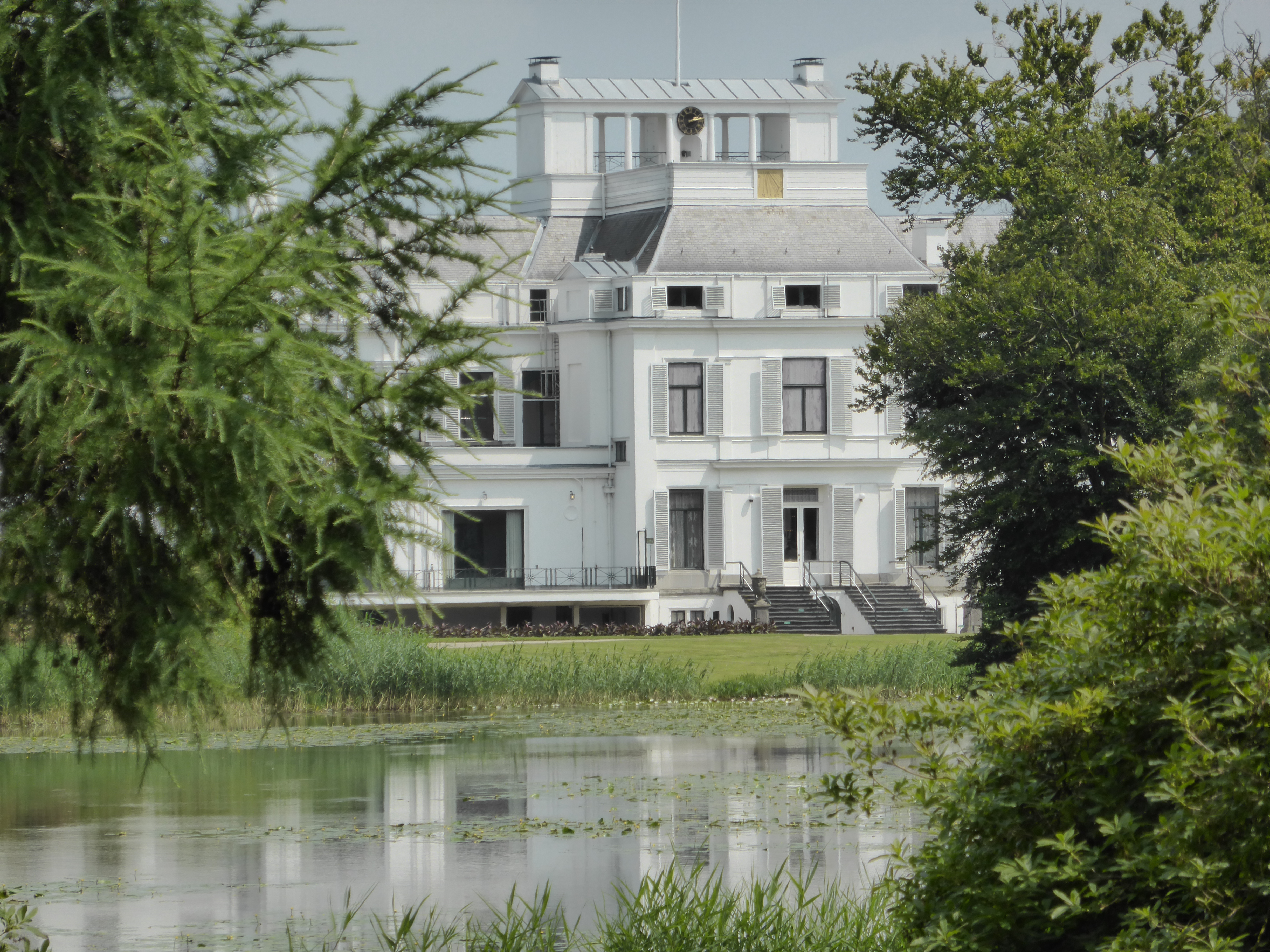
De achterkant van het paleis met een muurzonnewijzer en een mechanische klok